# Pastinaca taraxacifolia
Pastinaca taraxacifolia är en flockblommig växtart som beskrevs av Robert Sweet. Pastinaca taraxacifolia ingår i släktet palsternackor, och familjen flockblommiga växter. Inga underarter finns listade i Catalogue of Life.